# Гопстен
Гопстен (нім. Hopsten) — громада в Німеччині, знаходиться в землі Північний Рейн-Вестфалія. Підпорядковується адміністративному округу Мюнстер. Входить до складу району Штайнфурт.
Площа — 99,8 км2. Населення становить 7643 ос. (станом на 31 грудня 2020).